# Castell i església de la Mare de Déu d'Arbul
El Castell i església de la Mare de Déu d'Arbul és un edifici amb elements romànics i barrocs de Tremp (Pallars Jussà) inclòs a l'Inventari del Patrimoni Arquitectònic de Catalunya.

## Descripció
El Castell i l'Església de la Mare de Déu de l'Arbul estan situats sobre el cingle de l'Arbul, a la Serra de Montllobar. Molt probablement, originàriament formaven un conjunt, essent l'actual església la capella castellera de la pròpia fortificació. Al sud de tot el conjunt està situat un jaciment que conté restes d'una sèrie d'habitacions.
El castell, que es troba en estat de ruïna, presenta sols l'estructura de la torre que és de planta allargada i oblonga. La paret més ben conservada és aquella meridional on es diferencia una espitllera. Interiorment, la finestra espitllera és acabada amb un arc de mig punt. El paredat combina carreus rectangulars i regulars amb morter de calç; a la base es nota la diferència de carreus, que presenten una forma més gran.

### Església de la Mare de Déu de l'Arbul
L'església, situada a 100 metres al sud del castell de l'Arbul, consta d'una sola nau amb volta de canó i absis semicircular. Les façanes no presenten ornamentació, excepte a l'absis, on apareix un fris continu d'arcuacions cegues sota el ràfec, típica decoració llombarda. També es diferencia una finestra de doble esqueixada paredada. En la façana occidental s'ubica la porta d'accés en forma d'arc de mig punt adovellat. A sobre, un ull de bou de factura més tardana i una espadanya de dos ulls que culmina la façana. A les façanes nord i sud s'identifiquen dues obertures més, dues portes paredades.
L'aparell és de carreu més o menys regular distribuït en filades. Interiorment es poden diferenciar dos arcs torals que sustenten la volta i destaca, sobretot, la decoració barroca, de caràcter popular, que s'ha conservat en bastant bon estat. Tot l'absis és cobert per decoració pictòrica caracteritzada per la utilització d'uns colors molt vius i plans.

## Història
La primera notícia que apareix en referència al terme d'Arbull és de l'any 1077, esmentant-lo com una de les afrontacions del castell de Castissent. De la mateixa manera, en la segona meitat del segle xi, el castlà Ramon, fill de Ballo, jurà fidelitat al comte Ramon V pels feus d'Arbull i Castissent. En el segle xii, concretament l'any 1157, el comte Arnau Miró I de Pallars esmenta en el seu testament, el llegat del castell d'Arbull a la comanda hospitalera de Susterris.
Tot i que el terme de l'Arbull és citat documentalment des de l'any 1077, no hi ha cap tipus de referència a l'església, que probablement era la capella castellera de la propera fortificació de l'Arbull.